# Дмитрієвка (Ромодановський район)
Дми́трієвка (рос. Дмитриевка, ерз. Дмитриевка) — селище у складі Ромодановського району Мордовії, Росія. Входить до складу П'ятинського сільського поселення.

## Населення
Населення — 7 осіб (2010; 11 у 2002).
Національний склад (станом на 2002 рік):
- росіяни — 100 %